# Mai dire mai (singolo)
Mai dire mai è un singolo del cantautore italiano Luciano Ligabue, pubblicato il 17 gennaio 2020 come sesto estratto dal dodicesimo album in studio Start.